# Gris
Gris es la denominación común de los colores acromáticos cuya luminosidad está comprendida entre la máxima (correspondiente al blanco) y la nula (correspondiente al negro) (no inclusive), aunque se aplica especialmente a los de luminosidad media. El gris se percibe como consecuencia de la fotorrecepción de una luz de intensidad moderada constituida por todas las longitudes de onda del espectro visible, por tres longitudes de onda (larga, media y corta) o por dos longitudes de onda complementarias. Se asemeja al color de las nubes cumulonimbos cuando son densas, bajas y sombrías, al color de la niebla y al color de la ceniza.
La denominación de color «gris» abarca a los colores ligeramente cromáticos similares a los grises neutros, denominados agrisados, gríseos o grisáceos. También se denomina «gris» a las coloraciones pardas, y especialmente a las que son claras.

## Etimología

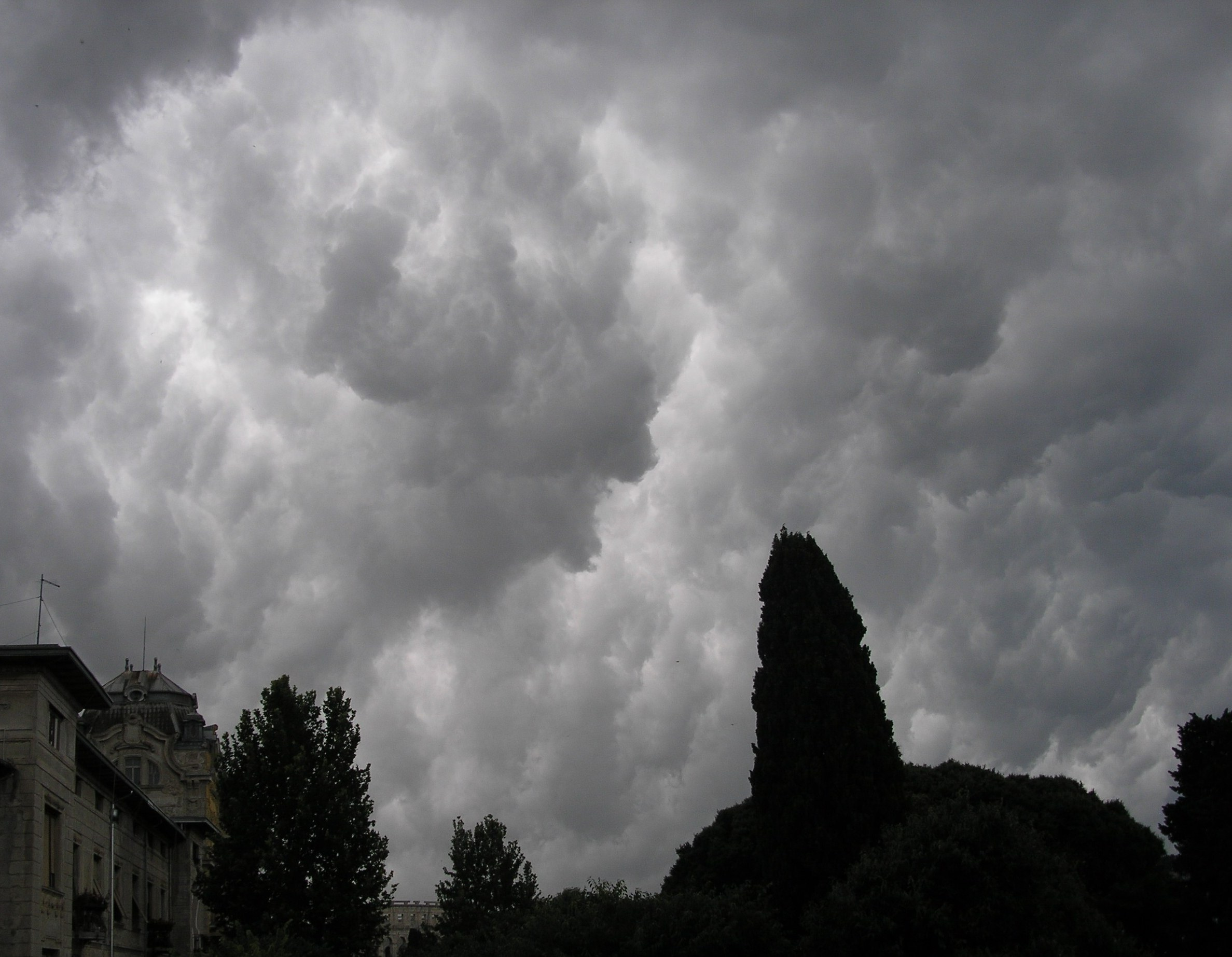
Aspecto de los cumulonimbos bajos y densos.

La palabra gris deriva probablemente del provenzal gris, este del latín medieval griseus, y este del protogermánico *grisja–, ‘gris’.
En idioma castellano, el uso del término «gris» se vuelve habitual en el siglo XVI; existen ejemplos de su empleo que datan de los siglos XII y XIII, pero por entonces esta adjetivación de color se usaba raramente.

### Lexemas
El lexema polio, del griego πολιός (polios ), ‘gris’ (y este de la raíz indoeuropea *pel–, *pol–, ‘gris, polvo’), asocia a los términos que lo incluyen con el color gris. Un ejemplo de esto es la palabra poliomielitis.

## Propiedades

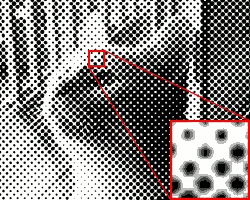
Al imprimir solamente en negro se puede lograr el efecto visual de una gama de grises mediante una trama de puntos de densidad variable. Una trama de negro al 50 % da un gris intermedio entre el blanco y el negro.

### Como color psicológico: frío
El gris tiende a ser considerado más como frío que como neutro.

### Gris acromático
En el trabajo con pigmentos o tintes es sencillo crear gris acromático mediante la adición de blanco y negro, o mediante la dilución parcial del color negro sobre un soporte blanco.
En el sistema de impresión CMYK, que obtiene todos los colores mediante la mezcla de tintas cian, magenta, amarilla y negra, para obtener un gris medio acromático basta con imprimir un tramado del 50 % en color negro, prescindiendo de los demás colores.

### Gris cromático
Se denomina gris cromático al gris creado a partir de los colores primarios del sistema de impresión CMY, procedimiento similar al CMYK pero que no utiliza el color negro: los colores se crean mezclando tintas cian, magenta y amarilla exclusivamente. En esta técnica de impresión, el gris se crea imprimiendo tramas superpuestas de cian al 30 %, magenta al 10 % y amarillo al 15 %.

#### Complementariedad
El gris medio es su propio complementario, por estar en el centro del espacio de color. Los grises claros tienen como complementarios a los grises oscuros, y viceversa.

## Simbología y usos
- Una 'vida gris', expresa una existencia sin demasiado sentido u objetivo.
- Una 'persona gris' es aquella triste o que pasa desapercibida.
- En un sentido moral, gris se utiliza para describir
  - Peyorativamente situaciones que no tienen un claro valor moral, es decir, moralmente ambiguas.
  - positivamente para evitar el maniqueísmo.
- El gris se asocia al otoño, el mal tiempo y la tristeza.
- La sustancia que forma el cerebro se suele llamar 'materia gris', y por esa razón el color se asocia con lo intelectual.
- El color de muchos metales es el gris, el acero al tener ese color, el gris se relaciona con las máquinas.
- El color de las nieblas es gris también, el romanticismo se abandona a este tipo de estados de melancolía.
- El color de la ceniza es gris, en Cuaresma en la Edad Media tardía, se admiraban las grisallas pintadas en las cubiertas de algunos cuadros. "El jardín de las delicias" del Bosco es un ejemplo, por detrás del tríptico se pintó una grisalla.
- En psicología del color, el gris puede considerarse discreto, sobrio y elegante pero por otro lado puede asociarse con la apatía, soledad o aburrimiento.[7]

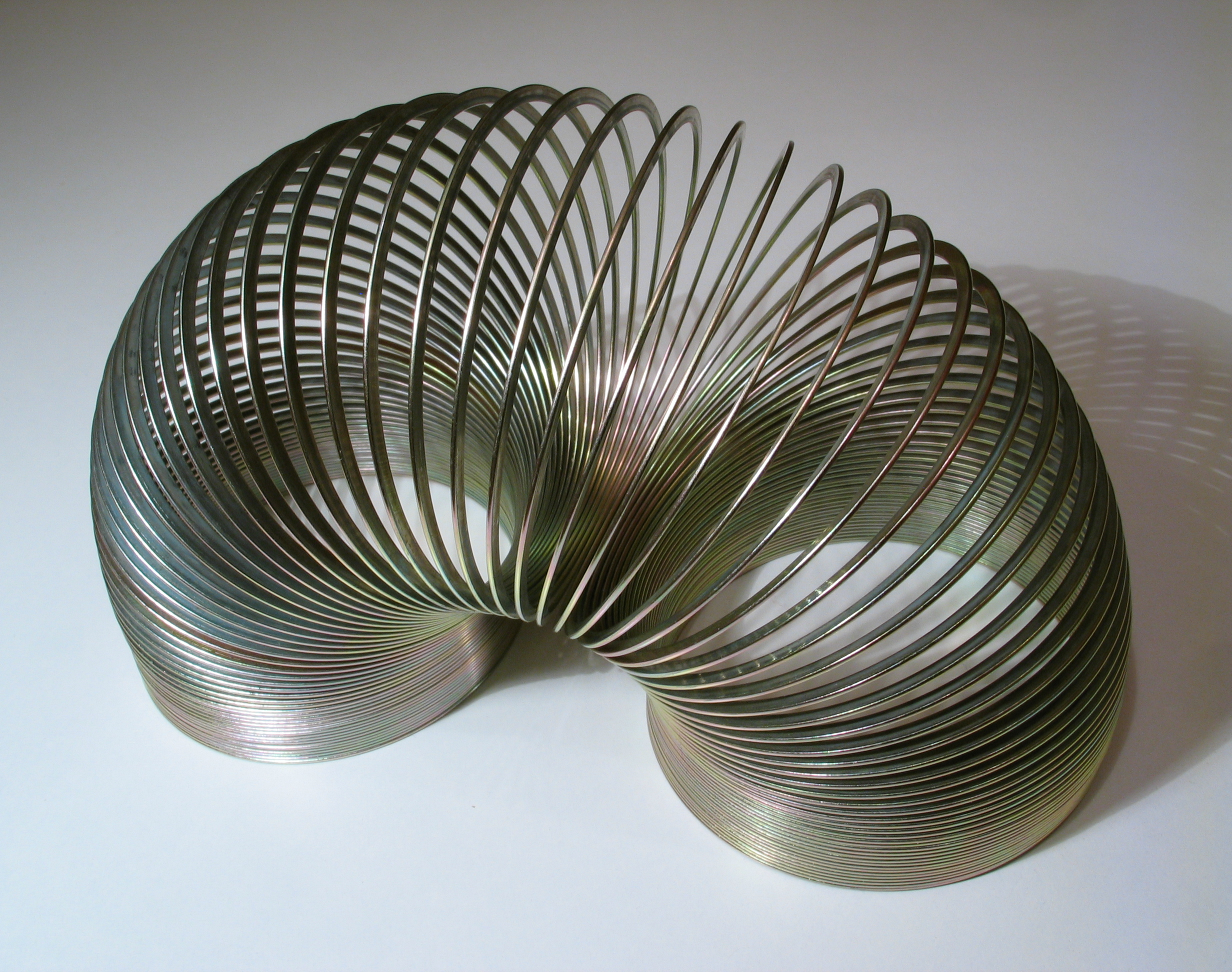
Aunque los metales pueden tener otros colores, generalmente se les atribuye el gris
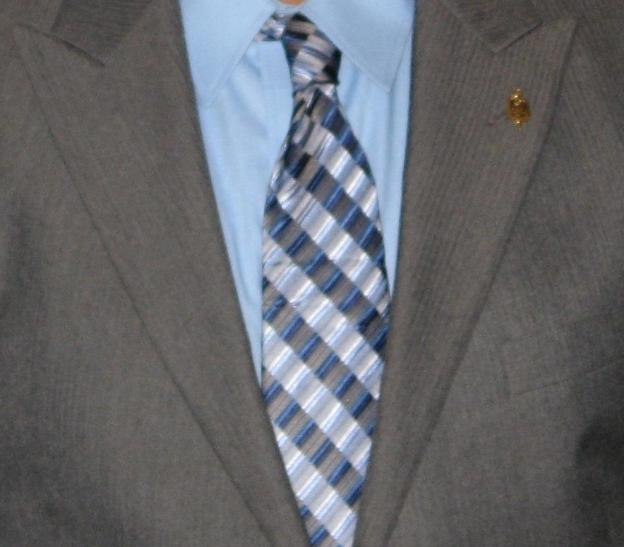
Uso en la vestimenta.
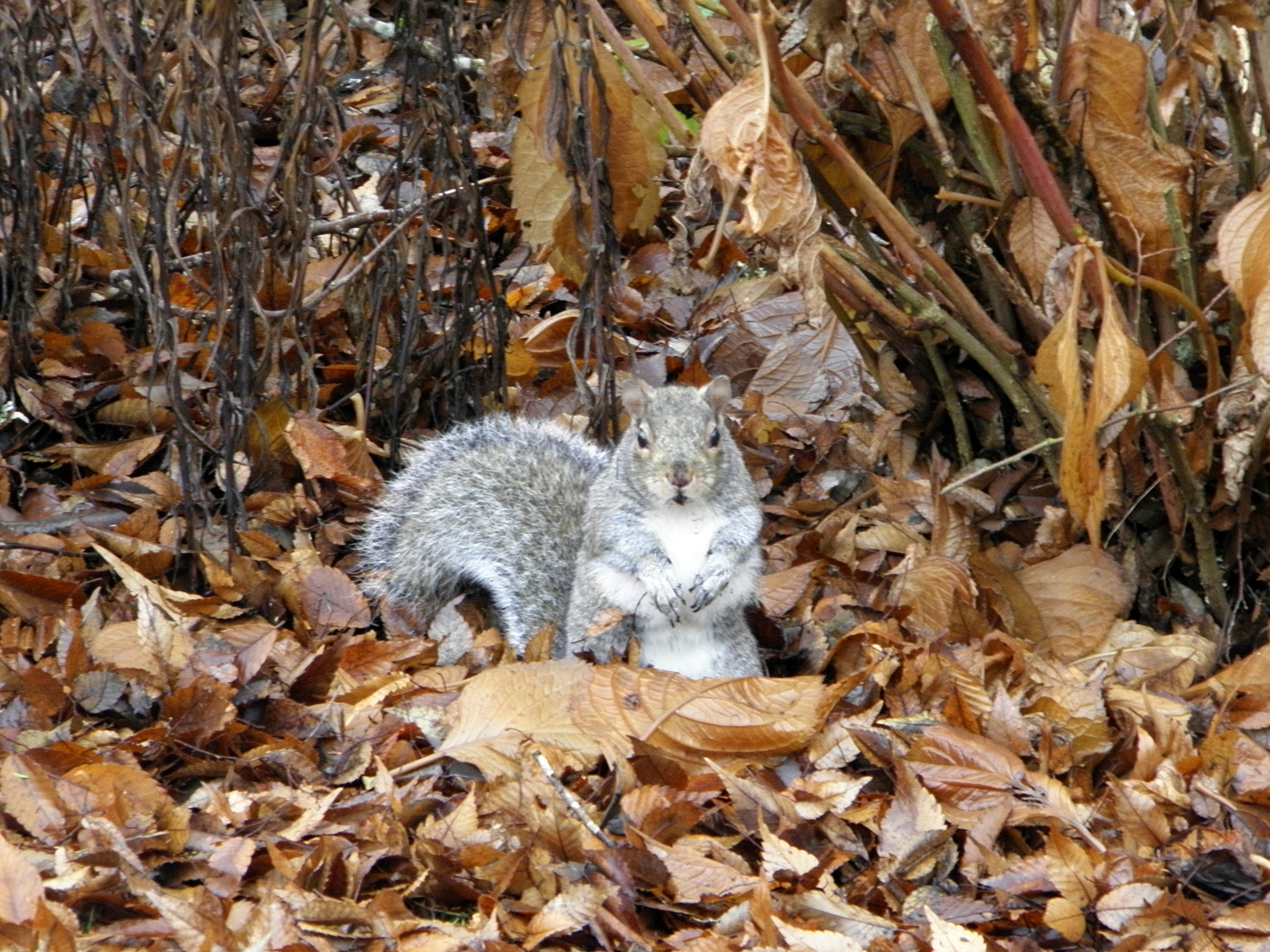
El nombre binomial de la ardilla Sciurus griseus indica que su pelaje es agrisado
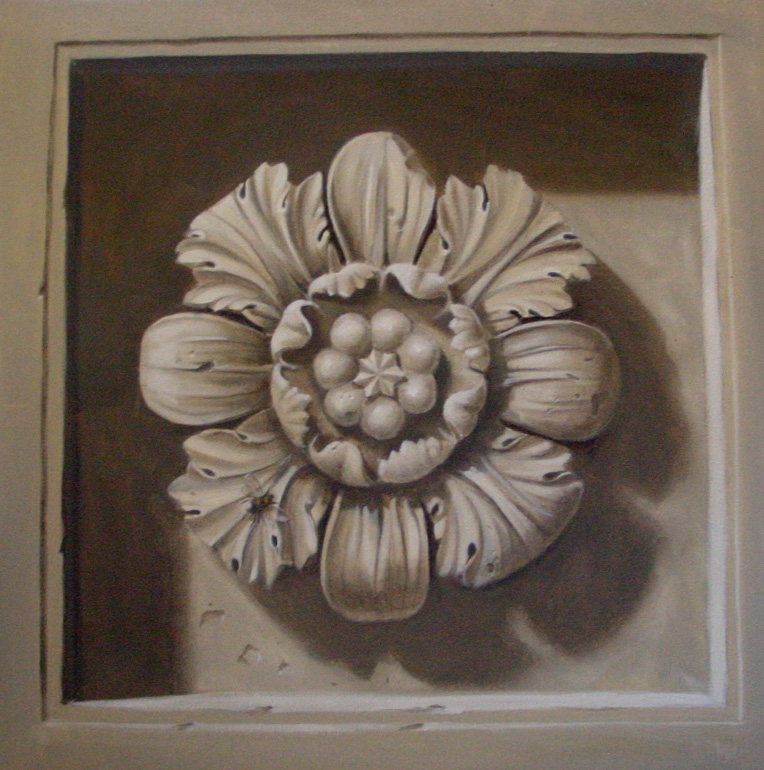
Grisalla simulando un ornamento en estuco
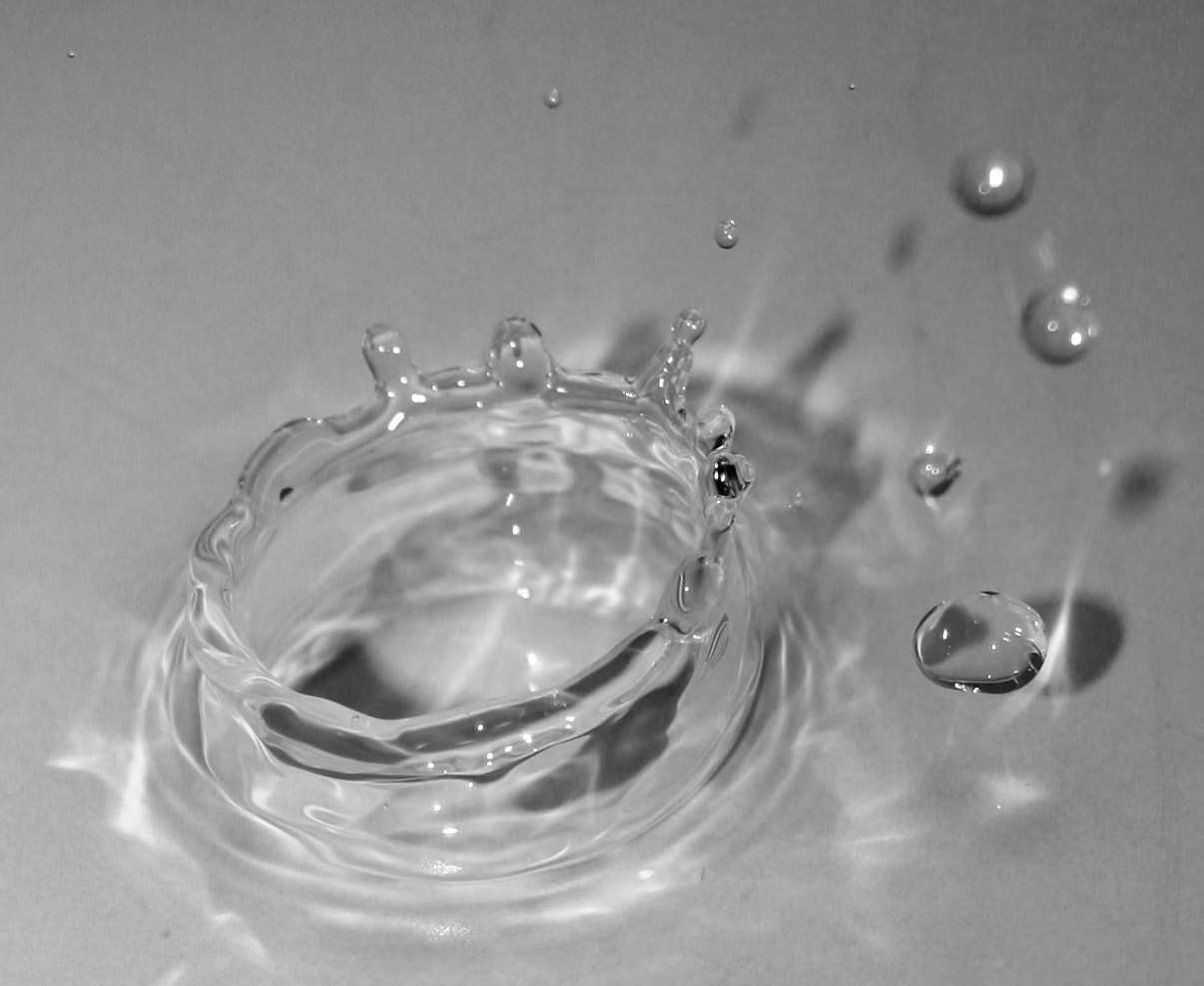
En la fotografía en blanco y negro tienen protagonismo los grises
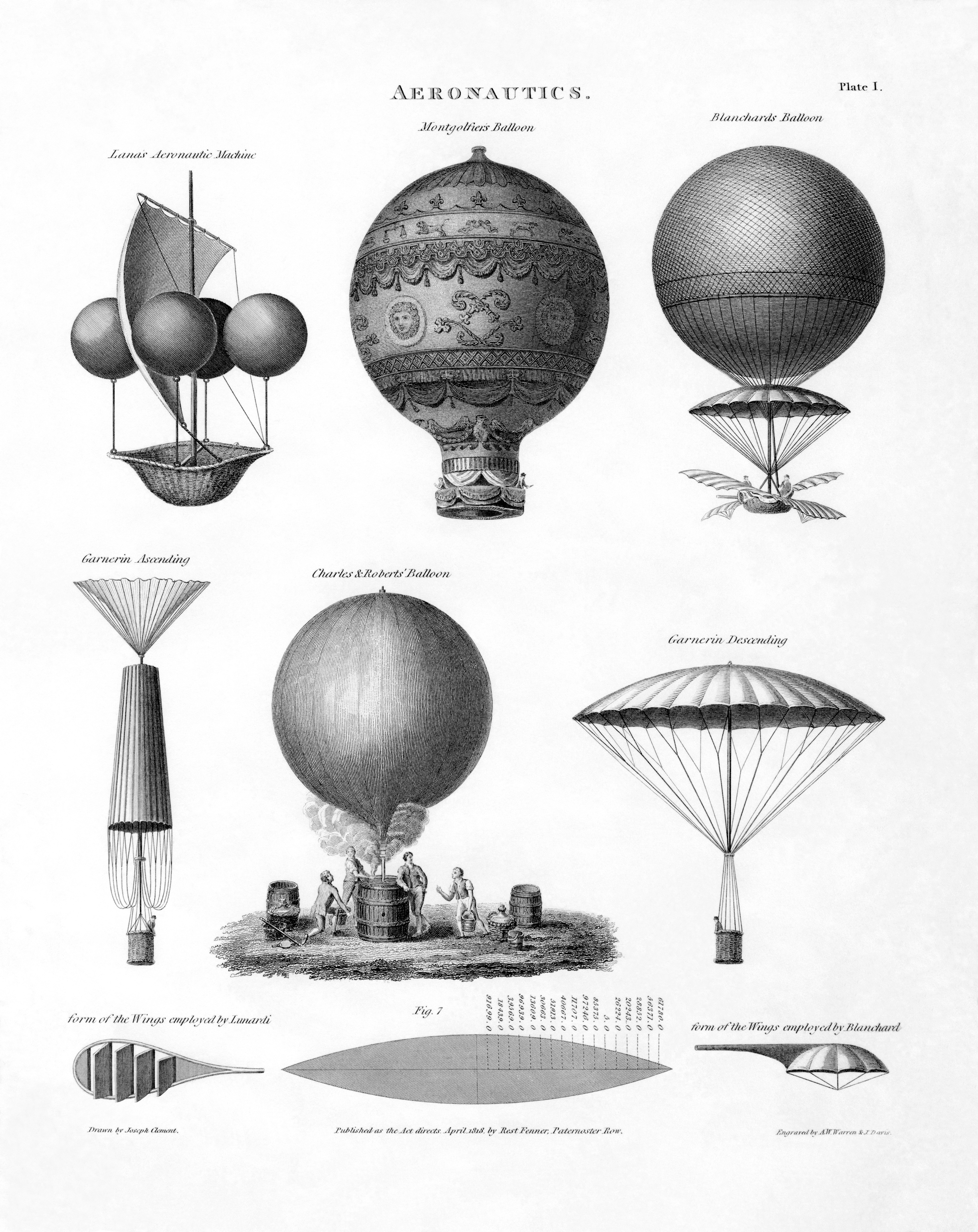
En un grabado, las imágenes constan de líneas negras, pero la proximidad de estas entre sí produce el efecto visual de una gama de grises

### Gris político
Véase colores políticos: gris político.

### Gris heráldico
En la heráldica tradicional e histórica, el gris es raramente utilizado como color. El heraldista británico A. Fox–Davies menciona a los esmaltes grises cenizo y acero como de uso tradicional en la heráldica alemana.
En las representaciones de escudos suele emplearse un gris muy claro para representar el metal plata, si bien este metal también puede representarse mediante el color blanco. Otra instancia en la que puede aparecer el color gris en un blasón es en la representación de objetos metálicos o pétreos «al natural», situación en la que el artista heráldico recurrirá al gris que juzgase adecuado.
Existen unos pocos ejemplos del uso del color gris —descrito como tal, y no como un metal heráldico— entre los escudos asociados con los municipios colombianos que se mencionan debajo.

### Gris vexilológico
Lo mismo que en el caso de la heráldica, en vexilología el gris prácticamente no se emplea. Algunos ejemplos de su uso pueden verse en ciertas banderas municipales colombianas, donde suele representar las riquezas minerales del subsuelo de la región.

Bandera de Tocaima, departamento de Cundinamarca.
Bandera de Puerto Boyacá, departamento de Boyacá.
Bandera de La Calera, departamento de Cundinamarca.
Bandera de Medio San Juan, departamento de Chocó.

## Muestras grises
| Nombre                                 | Muestra | Cod. Hex. | RGB | RGB | RGB | HSV  | HSV | HSV  |
| -------------------------------------- | ------- | --------- | --- | --- | --- | ---- | --- | ---- |
| Platino                                |         | #E5E4E2   | 229 | 228 | 226 | 40°  | 1%  | 90%  |
| Gris ceniza                            |         | #CDCDCD   | 205 | 205 | 205 | —°   | 0%  | 80%  |
| Lino                                   |         | #D7D0B7   | 215 | 208 | 183 | 47°  | 15% | 84%  |
| Greige                                 |         | #CCBCAF   | 204 | 188 | 175 | 27°  | 22% | 74%  |
| Plata                                  |         | #BEBEBE   | 190 | 190 | 190 | —°   | 0%  | 75%  |
| Blanco humo                            |         | #B4BCC0   | 180 | 188 | 192 | 200° | 6%  | 75%  |
| Aluminio                               |         | #B9B8B5   | 185 | 184 | 181 | 45°  | 2%  | 73%  |
| Alice blue                             |         | #91A3B0   | 145 | 163 | 176 | 205° | 18% | 69%  |
| Humo o gris humo                       |         | #84939C   | 132 | 147 | 156 | 114° | 28% | 144% |
| Gris (estándar)                        |         | #96989A   | 150 | 152 | 154 | 210° | 3%  | 60%  |
| Gris (automotriz)                      |         | #909090   | 144 | 144 | 144 | —°   | 0%  | 56%  |
| Elefante                               |         | #9B8F79   | 155 | 143 | 121 | 39°  | 22% | 51%  |
| Zinc o cinc                            |         | #91888B   | 145 | 136 | 139 | 340° | 6%  | 57%  |
| Acero                                  |         | #8B8589   | 139 | 133 | 137 | 320° | 4%  | 65%  |
| Gris cadete                            |         | #81878B   | 129 | 135 | 139 | 204° | 7%  | 55%  |
| Gris acorazado                         |         | #848482   | 132 | 132 | 130 | 60°  | 2%  | 52%  |
| Níquel                                 |         | #8F817F   | 143 | 129 | 127 | 8°   | 11% | 56%  |
| Xanadú                                 |         | #738678   | 115 | 134 | 120 | 136° | 14% | 53%  |
| Gris (HTML)                            |         | #808080   | 128 | 128 | 128 | —°   | 0%  | 50%  |
| Bistre                                 |         | #877D60   | 135 | 125 | 96  | 45°  | 29% | 53%  |
| Torcaza o taupe (gris pardo)           |         | #87794E   | 135 | 121 | 78  | 45°  | 42% | 53%  |
| Gris de Payne o azul pizarra           |         | #536878   | 83  | 104 | 120 | 206° | 31% | 47%  |
| Pizarra                                |         | #5D6770   | 93  | 103 | 112 | 208° | 17% | 44%  |
| Plomo                                  |         | #666666   | 102 | 102 | 102 | —°   | 0%  | 40%  |
| Gris de campaña                        |         | #59646A   | 89  | 100 | 106 | 201° | 16% | 42%  |
| Gris frío                              |         | #496063   | 73  | 96  | 99  | 187° | 26% | 39%  |
| Gris de Davy, plomo, asfalto o pizarra |         | #555555   | 85  | 85  | 85  | —°   | 0%  | 33%  |
| Marengo                                |         | #4C5866   | 76  | 88  | 102 | 212° | 25% | 40%  |
| Antracita negro-gris metálico          |         | #383E42   | 56  | 62  | 66  | 204° | 15% | 26%  |
| Azabache                               |         | #343434   | 52  | 52  | 52  | —°   | 0%  | 20%  |

### Colores web
| Nombre web     | Código hex R G B | Código decimal R G B | Código H S L |
| -------------- | ---------------- | -------------------- | ------------ |
| Colores grises |                  |                      |              |
| WhiteSmoke     | F5F5F5           | 245 245 245          | —° 0% 96%    |
| Gainsboro      | DCDCDC           | 220 220 220          | —° 0% 86%    |
| LightGrey      | D3D3D3           | 211 211 211          | —° 0% 83%    |
| Silver         | C0C0C0           | 192 192 192          | —° 0% 75%    |
| Gray (X11)     | BEBEBE           | 190 190 190          | —° 0% 75%    |
| DarkGray       | A9A9A9           | 169 169 169          | —° 0% 66%    |
| Gray (HTML)    | 808080           | 128 128 128          | —° 0% 50%    |
| DimGray        | 696969           | 105 105 105          | —° 0% 41%    |
| LightSlateGray | 778899           | 119 136 153          | 210° 22% 60% |
| SlateGray      | 708090           | 112 128 144          | 210° 22% 56% |
| DarkSlateGray  | 2F4F4F           | 47 79 79             | 180° 25% 25% |